# FFH-Gebiet Guttauer Gehege

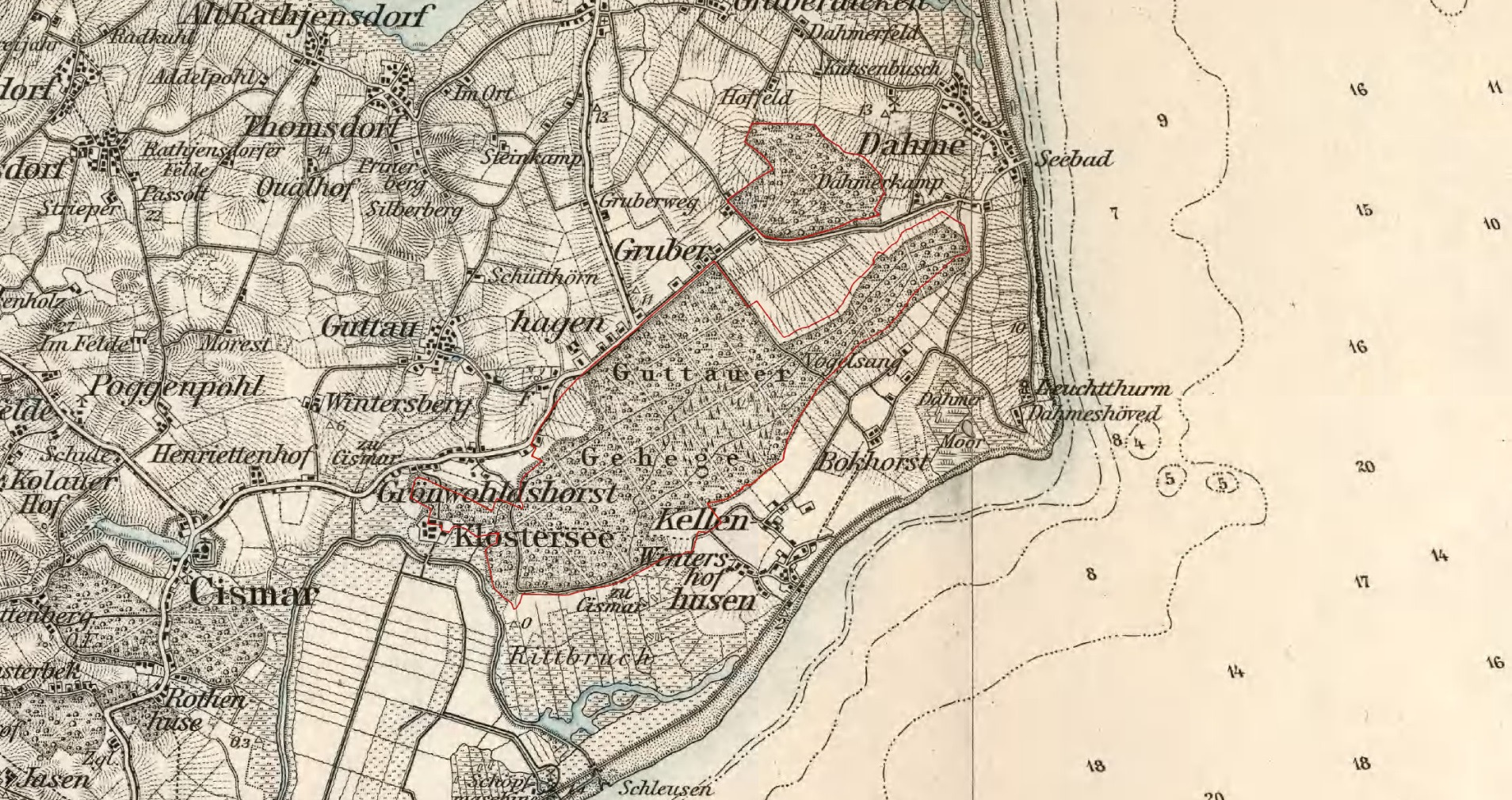
Bild 1ː Guttauer Gehege und Dahmer Holzkoppel um 1893. Rot umrandet das heutige FFH-Gebiet Guttauer Gehege

Das FFH-Gebiet Guttauer Gehege ist ein NATURA 2000-Schutzgebiet in Schleswig-Holstein im Kreis Ostholstein in den Gemeinden Kellenhusen (Ostsee), Grömitz und Dahme. Es besteht aus zwei räumlich getrennten Teilgebieten, die sich westlich der Wohnbebauung der beiden Gemeinden Kellenhusen (Ostsee) und Dahme befinden. Der größere Teil besteht aus dem Guttauer Gehege und der nördlich davon gelegene kleinere Teil ist die Dahmer Holzkoppel.
Es hat eine Größe von 583 Hektar. Seine größte Ausdehnung liegt mit 5,05 Kilometer in Nordostrichtung. Das FFH-Gebiet liegt im Naturraum „Südost-Oldenburg“ (Landschafts-ID 70206) in der Haupteinheit „Ostholsteinisches Hügelland“. Diese ist wiederum Teil der Naturräumlichen Großregion 2. Ordnung Schleswig-Holsteinisches Hügelland. Es liegt geologisch in leicht hügeligem Gelände auf einer Grundmoräne der Weichsel-Kaltzeit. Die höchste Erhebung mit 11 Meter über Normalhöhennull (NHN) liegt an der Nordspitze des Teilgebietes Guttauer Gehege. Der niedrigste Bereich liegt auf Meereshöhe im Süden beim Rittbruch, siehe auch Karte 1. Das FFH-Gebiet ist fast vollständig mit Laubwald bedeckt. Lediglich in der Nähe des Forsthauses Kellenhusen in den Abteilungen 5 bis 8 befindet sich noch Mischwald (im Luftbild als dunkelgrüne Flächen zu erkennen). Bei dem Guttauer Gehege handelt es sich um einen historischen Waldstandort, der bereits auf der Karte des Deutschen Reiches, Ausgabe 1893 verzeichnet ist, siehe Bild 1. Das FFH-Gebiet befindet sich vollständig im Eigentum der Schleswig-Holsteinischen Landesforsten AöR (SHLF). Damit ist sichergestellt, dass die Handlungsgrundsätze der SHLF für Natura-2000-Schutzgebiete zur Anwendung kommen.
Das FFH-Gebiet ist von zahlreichen Bächen durchzogen. Das Teilgebiet Dahmer Holzkoppel entwässert nach Osten in die Dahmer Au und nach Westen in den Oldenburger Graben. Das Guttauer Gehege entwässert im Norden in die Dahmer Au und nach Süden in den Ringkanal Ost. Die Entwässerung erfolgt dann über den Randkanal östlich von Lensterstrand über ein Dauerschöpfwerk und ein Deichsiel in die Lübecker Bucht. Die Dahmer Au bildet im Norden auf 580 Meter Länge die Grenze des FFH-Gebietes. Die Dahmer Au ist ein Wasserkörper, der laut europäischer Wasserrahmenrichtlinie (WRRL) einer Berichtspflicht gegenüber der europäischen Umweltagentur in Kopenhagen unterliegt. Es handelt sich um den Wasserkörper Dahmer Au (Fließgewässer) mit der Kennung DERW_DESH_OG_17. Laut Wasserkörpersteckbrief der Bundesanstalt für Gewässerkunde (BfG) ist der ökologische Zustand „mäßig“ und der chemische Zustand „nicht gut“. Begründet wird letzteres mit zu hohen Gehalten an Nitraten, Bromierten Diphenylether (BDE), Hg und Hg-Verbindungen, sowie Bentazon und Diflufenican. Bis zum Jahre 2028 muss gemäß WRRL für alle Gewässer in der Europäischen Union ein „guter“ ökologischer und chemischer Zustand erreicht werden.

## FFH-Gebietsgeschichte und Naturschutzumgebung
Der NATURA 2000-Standard-Datenbogen (SDB) für dieses FFH-Gebiet wurde im Mai 2004 vom Landesamt für Landwirtschaft, Umwelt und ländliche Räume (LLUR) des Landes Schleswig-Holstein erstellt, im September 2004 als Gebiet von gemeinschaftlicher Bedeutung (GGB) vorgeschlagen, im November 2007 von der EU als GGB bestätigt und im Januar 2010 national nach § 32 Absatz 2 bis 4 BNatSchG in Verbindung mit § 23 LNatSchG als besonderes Erhaltungsgebiet (BEG) bestätigt. Der SDB wurde zuletzt im Mai 2017 aktualisiert. Der Managementplan (MP) für das FFH-Gebiet wurde am 10. Oktober 2009 veröffentlicht.
Das FFH-Teilgebiet Wildkoppel liegt vollständig im Schwerpunktraum Nr. 628 „Guttauer Gehege“ des landesweiten Biotopverbundsystems. Insgesamt acht Areale sind in beiden Teilgebieten als Naturwald ausgewiesen und damit jeglicher Nutzung entzogen (Stand März 2024). Mit der Gebietsbetreuung des FFH-Gebietes nach § 20 LNatSchG wurde durch das LLUR noch keine Institution beauftragt (Stand März 2024). Da es sich hier um einen Staatsforst des Landes Schleswig-Holstein handelt, ist in der Regel die Forstverwaltung auch gleichzeitig der Gebietsbetreuer und wird als solcher nicht in der Betreuerliste geführt.
Das FFH-Gebiet wird seit Jahrzehnten besonders in den Ferienzeiten von Touristen besucht. Es verfügt über zahlreiche Wander- und Reitwege. An den Wegen befinden sich Ruhebänke, Schutzhütten und Hinweistafeln zu Besonderheiten im Waldgebiet. Nördlich der Kreisstraße K50 befinden sich mehrere Hünengräber im Teilgebiet Dahmer Holzkoppel sowie im Norden des Guttauer Geheges.

## FFH-Erhaltungsgegenstand

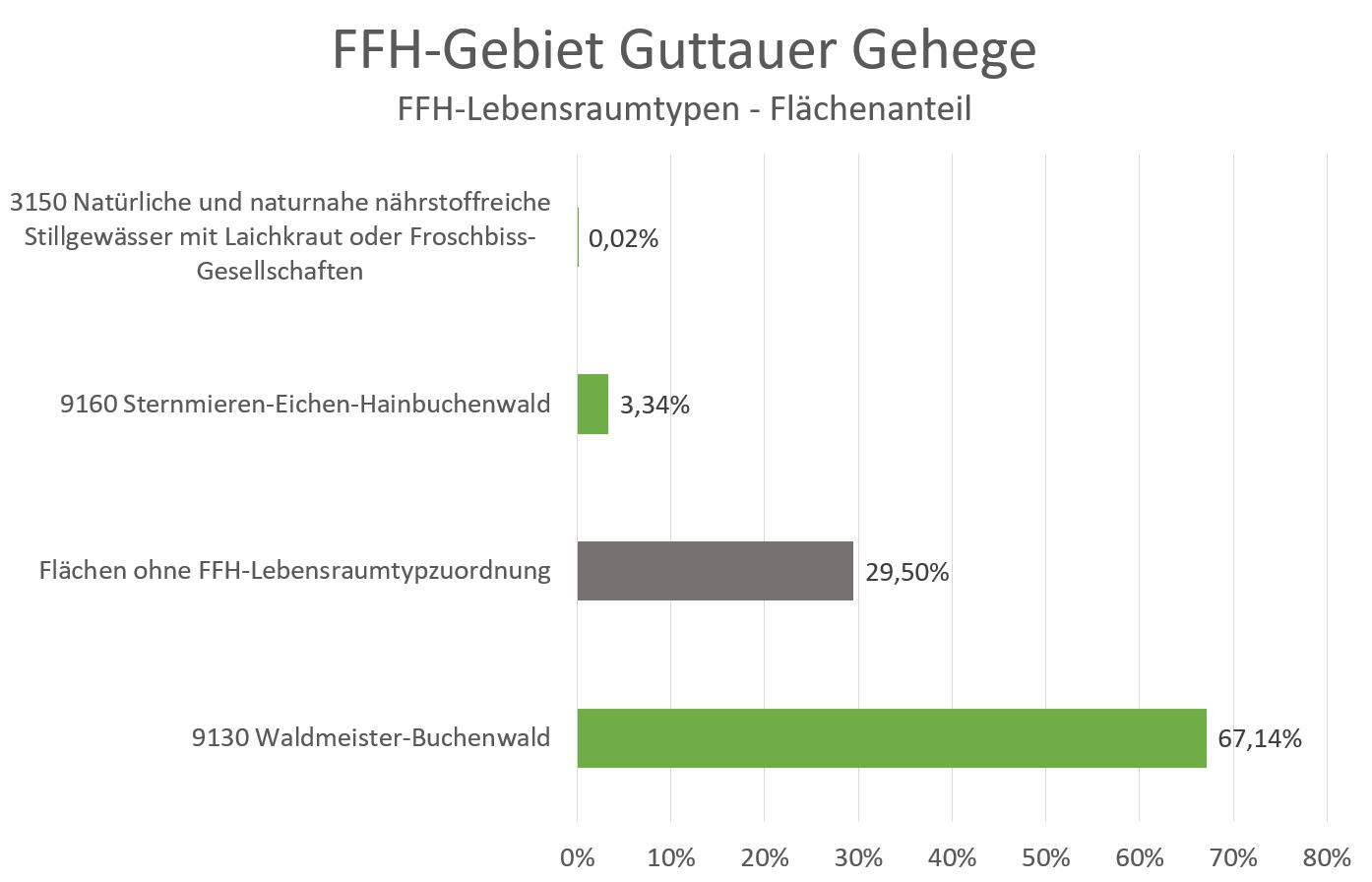
Diagramm 1ː Flächenanteil der FFH-Lebensraumtypen im FFH-Gebiet Guttauer Geheger

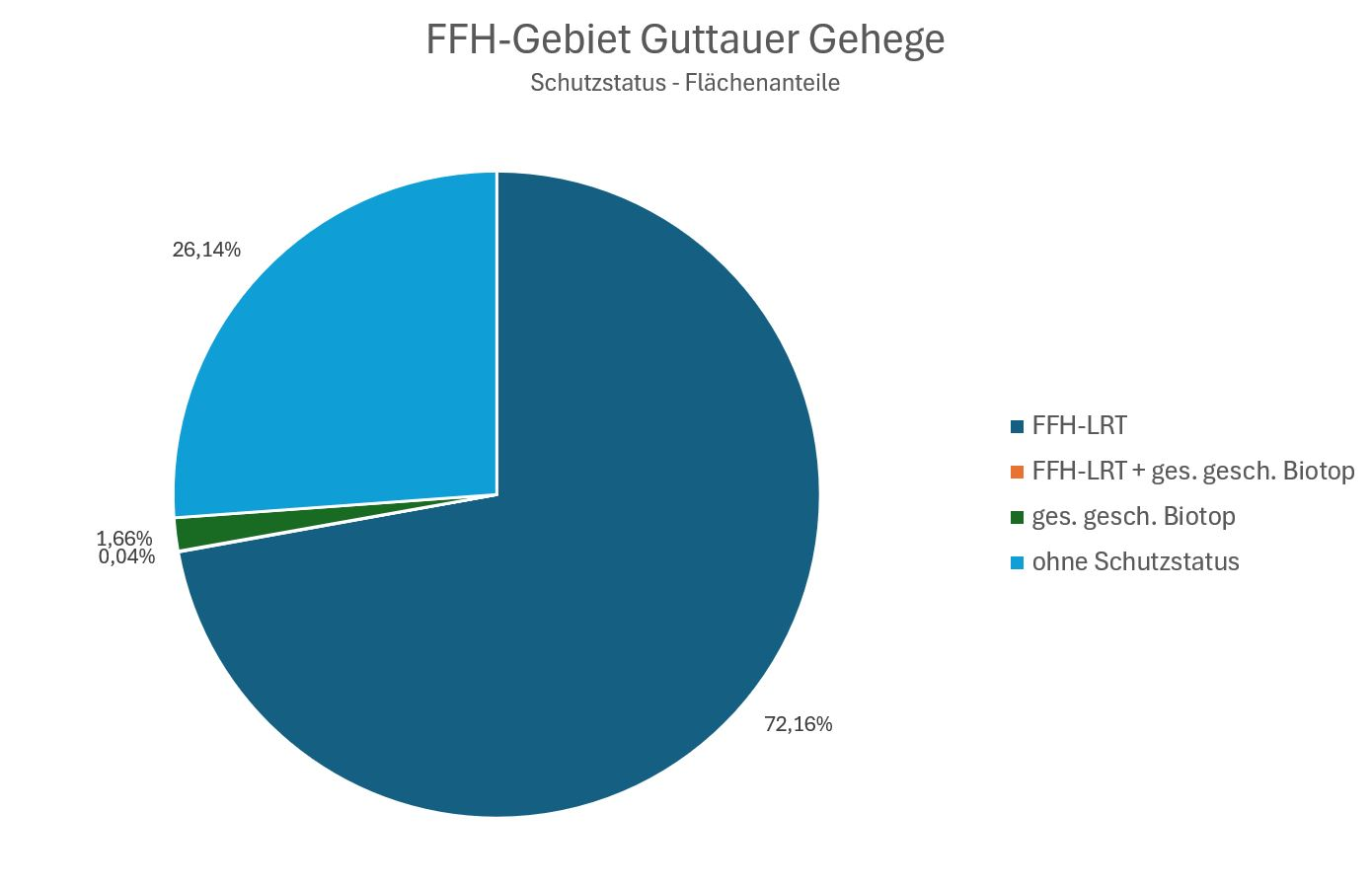
Diagramm 2ː Schutzstatus des FFH-Gebietes Guttauer Gehege laut Biotopkartierung

Laut Standard-Datenbogen vom Mai 2017 sind folgende FFH-Lebensraumtypen (LRT) und Arten als FFH-Erhaltungsgegenstände mit den entsprechenden Beurteilungen zum Erhaltungszustand der Umweltbehörde der Europäischen Union gemeldet worden (Gebräuchliche Kurzbezeichnung (BfN)):
FFH-Lebensraumtypen nach Anhang I der EU-Richtlinie:
- 3150 Natürliche und naturnahe nährstoffreiche Stillgewässer mit Laichkraut oder Froschbiss-Gesellschaften (Gesamtbeurteilung C)[20]
- 9130 Waldmeister-Buchenwälder (Gesamtbeurteilung B)[21]
- 9160 Sternmieren-Eichen-Hainbuchenwälder (Gesamtbeurteilung B)[22]

Arten gemäß Artikel 4 der Richtlinie 2009/147/EG und Anhang II der Richtlinie 92/43/EWG und diesbezügliche Beurteilung des Gebiets:
- A238 Mittelspecht (Leiopicus medius) (Keine Gesamtbeurteilung)[24]

Beim FFH-Erhaltungsgegenstand LRT 3150 Natürliche und naturnahe nährstoffreiche Stillgewässer mit Laichkraut oder Froschbiss-Gesellschaften handelt es sich um einen Teich am Rande einer Lichtung mitten im Teilgebiet Guttauer Gehege (Lage). Gut zwei Drittel der FFH-Gebietsfläche ist mit FFH-Lebensraumtypen der Wälder bedeckt, siehe auch Diagramm 1. Der Rest besteht weitgehend aus Nutzwäldern mit Nadelholzbeständen.
In den Jahren 2018 und 2019 wurde die letzte Nachkartierung der FFH-Lebensraum- und Biotoptypen im FFH-Gebiet durchgeführt (Stand April 2024). Danach sind knapp drei Viertel der gesamten FFH-Gebietsfläche entweder mit FFH-Lebensraumtypen oder mit gesetzlich geschützten Biotoptypen bedeckt, siehe Diagramm 2. Bei den gesetzlich geschützten Biotopen handelt es sich im Wesentlichen um sonstige Klein- und Stillgewässer und Sumpfwald.

## FFH-Erhaltungsziele
Aus den oben aufgeführten FFH-Erhaltungsgegenständen werden als FFH-Erhaltungsziele von besonderer Bedeutung die Erhaltung folgender Lebensraumtypen im FFH-Gebiet vom Ministerium für Energiewende, Landwirtschaft, Umwelt und ländliche Räume des Landes Schleswig-Holstein erklärt:
- 9130 Waldmeister-Buchenwälder
- 9160 Sternmieren-Eichen-Hainbuchenwälder

Aus den oben aufgeführten FFH-Erhaltungsgegenständen werden als FFH-Erhaltungsziele von Bedeutung die Erhaltung folgender Lebensraumtypen im FFH-Gebiet vom Ministerium für Energiewende, Landwirtschaft, Umwelt und ländliche Räume des Landes Schleswig-Holstein erklärt:
- 3150 Natürliche und naturnahe nährstoffreiche Stillgewässer mit Laichkraut oder Froschbiss-Gesellschaften

## FFH-Analyse und Bewertung
Das Kapitel FFH-Analyse und Bewertung im Managementplan beschäftigt sich unter anderem mit den aktuellen Gegebenheiten des FFH-Gebietes und den Hindernissen bei der Erhaltung und Weiterentwicklung der FFH-Lebensraumtypen und Arten. Die Ergebnisse fließen in den FFH-Maßnahmenkatalog ein. Alle Waldlebensraumtypen im FFH-Gebiet haben im SDB eine gute Gesamtbewertung zugesprochen bekommen. Lediglich das Stillgewässer vom Lebensraumtyp 3150 hat keine gute Bewertung erhalten.

## FFH-Maßnahmenkatalog
Der FFH-Maßnahmenkatalog im Managementplan führt neben den bereits durchgeführten Maßnahmen geplante Maßnahmen zur Erhaltung und Entwicklung der FFH-Lebensraumtypen im FFH-Gebiet an. Laut Managementplan wurden bisher Amphibiengewässer angelegt und die Nadelholzbestände verringert. Mit der Einhaltung der Handlungsgrundsätze der SHLF für Natura-2000-Schutzgebiete ist sichergestellt, dass die Einhaltung des Verschlechterungsverbotes gegeben ist.
Als weitergehende Entwicklungsmaßnahmen sind die Anlage weiterer Amphibiengewässer, die Mahd der Waldlichtungen mit Abtransport des Mähgutes vorgesehen, um bessere Bedingungen für Pflanzen zu schaffen, die nährstoffarme Böden bevorzugen.

## FFH-Erfolgskontrolle und Monitoring der Maßnahmen
Eine FFH-Erfolgskontrolle und Monitoring der Maßnahmen findet in Schleswig-Holstein alle sechs Jahre statt. Die Ergebnisse des letzten externen Monitorings wurden noch nicht veröffentlicht (Stand März 2024).